# Lierde
Lierde est une commune néerlandophone de Belgique dans le Denderstreek située en Région flamande, dans la province de Flandre-Orientale issue de la fusion des communes de 1977.

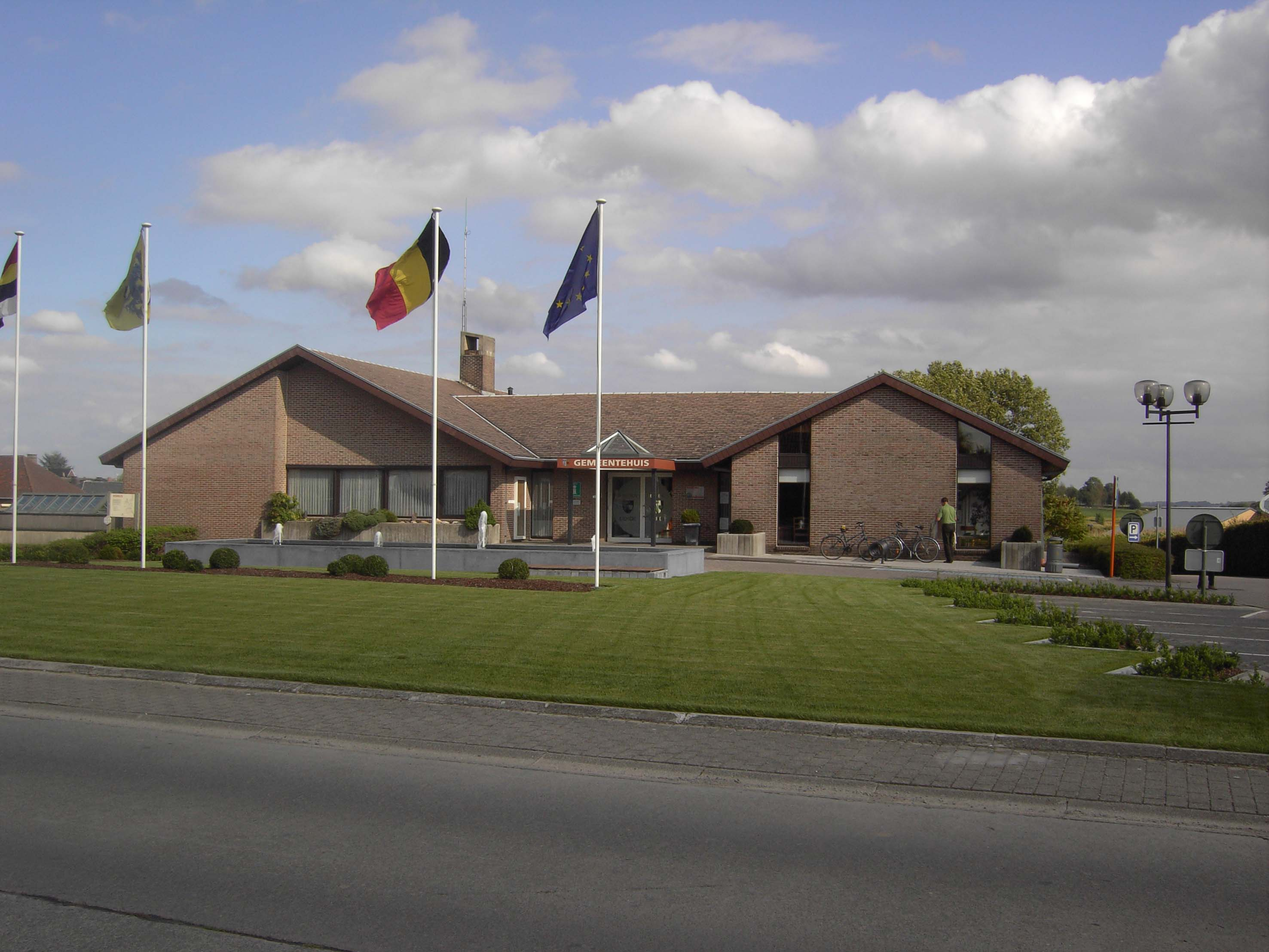
Hôtel de ville de Lierde.

## Sections de la commune
| # | Section             | Superf. (km²) | Habitants (2020) | Habitants par km² | Code INS |
| - | ------------------- | ------------- | ---------------- | ----------------- | -------- |
| 1 | Lierde-Sainte-Marie | 8,97          | 2.521            | 281               | 45062A   |
| 2 | Hemelveerdegem      | 2,80          | 397              | 142               | 45062B   |
| 3 | Deftinge            | 7,65          | 1.774            | 232               | 45062C   |
| 4 | Lierde-Saint-Martin | 6,90          | 1.887            | 274               | 45062D   |

## Héraldique
|  | La commune possède des armoiries qui lui ont été octroyées le 1er avril 1985. Elles combinent les deux territoires historiques auxquels la municipalité appartenait au lieu d’une combinaison des armoiries des anciennes municipalités. L'épée et les écus sont les armoiries du comté d'Alost, le bouclier rouge dans l'or sont les armoiries de la Baronnie van Boelare (nl). Blasonnement : Parti: 1. D'argent à une épée de gueules accompagnée en chef de deux écus, à dextre d'or à l'aigle bicéphale de sable, lampassé, becqué et patté de gueules, à sénestre d'or au lion de sable, armé et lampassé de gueules. 2. D'or à l'écu de gueules en cœur. Source du blasonnement : Heraldy of the World. |

## Population et société

### Évolution démographique
Graphe de l'évolution de la population de la commune. Les données ci-après intègrent les anciennes communes dans les données avant la fusion en 1977.
- Source : DGS - Remarque: 1831 jusqu'à 1981=recensement; depuis 1990=nombre d'habitants chaque 1er janvier[3]

### Langues
En 2020, le pourcentage de langues maternelles parmi les enfants vivants dans la commune étaient de  87,5 pour le néerlandais,  7,8 pour le français et  1,6 pour l'arabe.